# إميليو ليال
إميليو ليال (بالإسبانية: Emilio Leal Zapata)‏ هو مجدف مكسيكي، ولد في 20 أغسطس 1942 في مدينة مكسيكو في المكسيك.

## وصلات خارجية
- إميليو ليال على موقع الاتحاد الدولي للتجديف (الإنجليزية)
- إميليو ليال على موقع أوليمبيديا (الإنجليزية)